# James Robert Jones

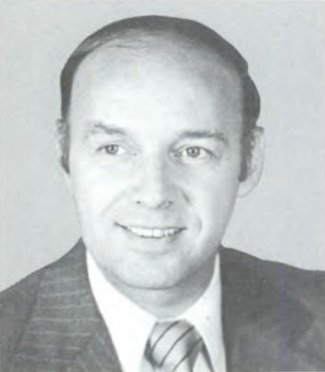
James Robert Jones (1981)

James Robert Jones (* 5. Mai 1939 in Muskogee, Oklahoma) ist ein US-amerikanischer Politiker (Demokratische Partei) und Diplomat.
Jones erlangte 1961 seinen Bachelor-Abschluss an der University of Oklahoma und im Jahr 1964 seinen LL.B. am Georgetown University Law Center in Washington, D.C. Von 1961 bis 1968 gehörte er der United States Army Reserve an. In dieser Zeit diente er 1964 bis 1965 als Captain in der Spionageabwehr der Army. 1964 wurde Jones in die Anwaltschaft von Oklahoma sowie die des District of Columbia aufgenommen und praktizierte nun in Tulsa.
1972 wurde Jones als Demokrat in den Kongress gewählt und vertrat dort vom 3. Januar 1973 bis zum 3. Januar 1987 den Bundesstaat Oklahoma im Repräsentantenhaus der Vereinigten Staaten. 1984 fungierte Jones als Delegierter zur Democratic National Convention. Bei den Wahlen 1986 verzichtete er auf eine erneute Kandidatur für einen Sitz im Repräsentantenhaus und bemühte sich stattdessen erfolglos um einen Senatorenposten.
Von 1989 bis 1993 war Jones Chairman der American Stock Exchange. US-Präsident Bill Clinton ernannte ihn dann als Nachfolger von John Negroponte zum Botschafter der Vereinigten Staaten in Mexiko. Dieses Amt bekleidete Jones von 1993 bis 1997; er wurde von Jeffrey Davidow abgelöst.